# 愛貝克思管理
愛貝克思管理（英語：avex management）是愛貝克思集團下屬的名人經紀和演出管理公司。簡稱AMG。
管理的主要簽約人物有濱崎步、倖田來未、AAA等歌手，中村獅童等演員，西田有沙、江野澤愛美等模特兒。

## 概要
2009年1月5日，從愛貝克思集團下屬愛貝克思娛樂的營銷部門分割出來後成立。
2013年10月1日，愛貝克思先鋒（AVI）、愛貝克思感動製作（AVP）、愛貝克思體育（ASI）三家新公司從愛貝克思管理分割出去。

## 旗下藝人

### 組合
- TRF
- 小事樂團
- 東京布丁（日语：東京プリン）
- SEKAIICHI（日语：セカイイチ）
- 大無限樂團
- BACK-ON（日语：BACK-ON）
- AAA
- 沐月
- 東京女子流
- Little Blue boX（日语：Little Blue boX）
- SUPER☆GiRLS
- 假面騎士GIRLS
- Da-iCE
- 和樂器樂團
- lol（日语：Lol (音楽グループ)）
- α‐X's（日语：α‐X's）

### Solo歌手
- 倖田來未
- 濱崎步
- 大塚愛
- 鈴木亞美
- 後藤真希
- 古坂大魔王
- 木山裕策（日语：木山裕策）
- 難波章浩（日语：難波章浩）
- 山森大輔（日语：山森大輔 (ミュージシャン)）
- SUEMITSU & THE SUEMITH（日语：SUEMITSU & THE SUEMITH）
- 阿蘭·達瓦卓瑪
- 伊藤千晃

### 音樂製作人
- 小室哲哉
- motsu（日语：motsu）
- 大澤伸一（日语：大沢伸一）

### 演員
- 會田海心
- 青野紗穂（日语：青野紗穂）
- 浅川梨奈
- 飛鳥凛
- 飯豐萬理江
- イケ家！
- 池山智瑛
- 伊藤由美
- 井元まほ（日语：井元まほ）
- 上野貴博
- 王子咲希
- 大空ゆうひ
- 大幡しえり
- 尾形歩南
- 小沢仁志
- 狩野健斗
- 川栄李奈
- 木田佳介
- 木津レイナ
- Kirari
- 行徳智仁
- 久保田秀敏
- 國保美貴
- 小雪 （koyuki）（業務提攜）
- 近藤廉
- 早乙女友貴
- 佐久間乃愛
- 澤尻英龍華（業務提攜）
- 中村獅童
- 出口亜梨沙
- 濱正悟

### 模特兒
- 紗栄子
- 西田有沙（日语：西田有沙）
- 生見愛瑠
- 江野澤愛美
- 林志玲

## 已離開藝人
- BOOM BOOM SATELLITES（日语：BOOM BOOM SATELLITES）
- TRIPLANE（日语：TRIPLANE）
- Dream5
- LOVE
- AAA
  - 後藤友香里

## 外部連結
- 愛貝克思管理官方網站 （页面存档备份，存于）